# Challenger 2
El FV4034 Challenger 2 és un tanc britànic en servei als exèrcits del Regne Unit i Oman. Va ser fabricat per l'empresa britànica Alvis Vickers, actualment part de BAE Systems Land and Armaments. El Challenger 2 és el tercer vehicle amb aquest nom: el primer va ser l'A30 Challenger, un tanc Mk VIII Cromwell armat amb un canó de 17 lliures; el segon va ser successor, el Challenger 1, el tanc de l'exèrcit britànic durant els anys 80 i la primera meitat de la dècada dels 90.
Encara que el Challenger 2 va ser desenvolupat a partir del Challenger 1, el nou vehicle fou completament redissenyat, amb menys d'un 5% de parts comunes entre ambdós. El Regne Unit va comandar 127 unitats el 1991 i més tard, el 1994, una comanda addicional de 259 unitats. Oman va demanar 18 Challenger 2 el 1993 i 20 unitats més el novembre de 1997. El Challenger 2 va entrar en servei al Regne Unit el 1998, es preveu que s'hi mantingui fins a l'any 2035.
El Challenger 2 ha va servir a Bòsnia, Kosovo i Iraq des de 2003. Pocs d'aquests blindats han rebut danys importants. El primer cop que un Challenger 2 va quedar greument danyat va ser el 6 d'abril de 2007 a la Invasió de l'Iraq de 2003 mitjançant un atac  amb una explosiu improvisat (IED), que va amputar les cames del conductor. Fins aleshores es considerava que el blindatge del Challenger 2 era pràcticament impenetrable per aquesta mena d'atacs.

## Història
Vickers Defence Systems (més tard Alvis Vickers i ara part de BAE Systems Land Systems) va començar a desenvolupar el successor del Challenger 1 com a operació privada el 1986. Després de la publicació d'una petició per l'Estat Major d'un carro de combat de nova generació, Vickers va enviar formalment el seu disseny per al Challenger 2 al Ministeri de Defensa del Regne Unit. El desembre de 1988 se'ls va concedir un contracte de 90 milions de lliures per a un vehicle de demostració. El juny de 1991, després d'una competició amb altres dissenys com el M1A2 Abrams, el Leopard 2 i el Leclerc, el Ministeri de Defensa en va comndar 127 exemplar i 13 vehicles d'entrenament per un valor de 520 milions de lliures. El 1994 augmentaria la comanda amb 259 tancs més i 9 vehicles d'entrenament amb un cost de 800 milions de lliures.

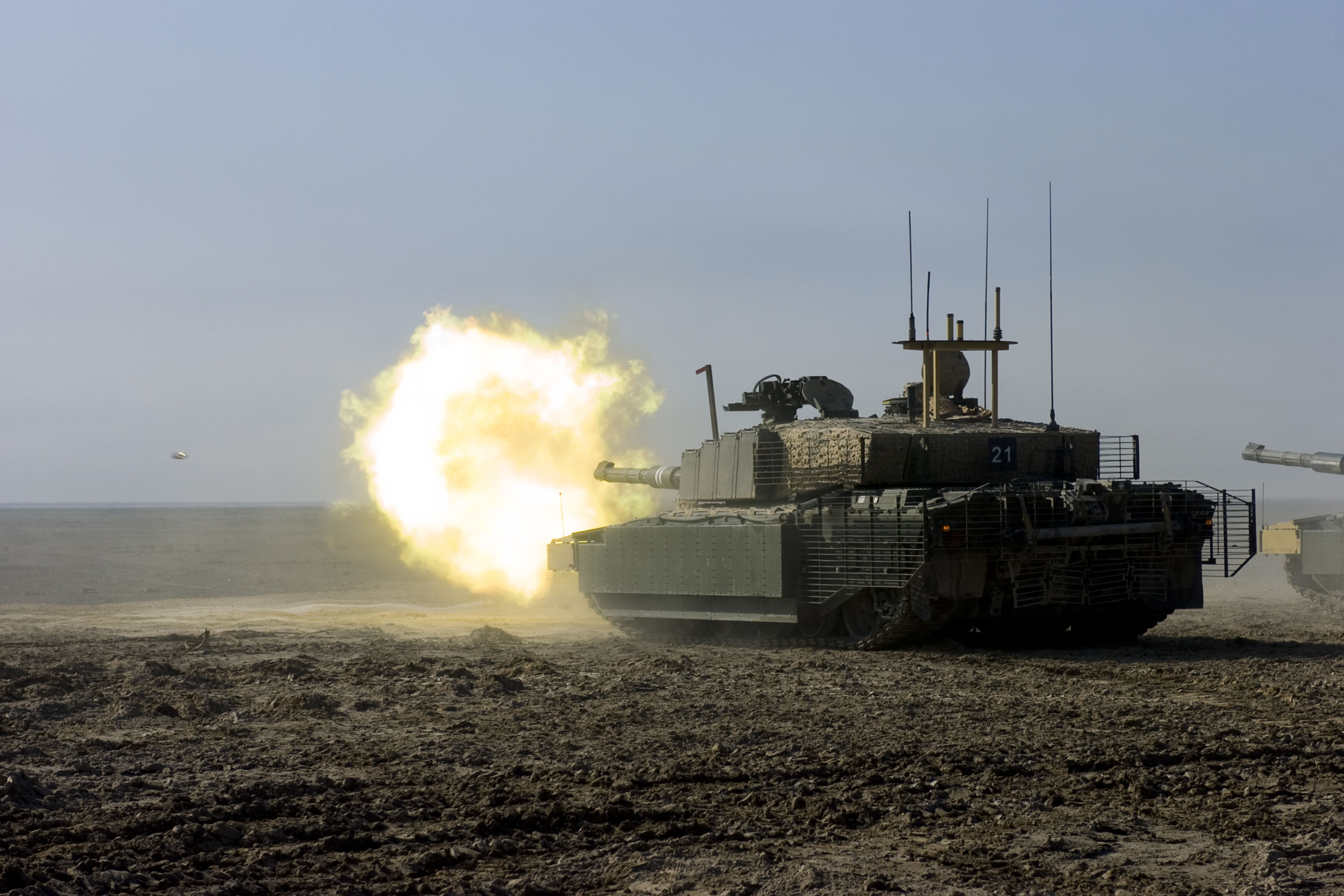
Un Challenger 2 britànic dispara a un objectiu durant uns exercicis d'entrenament a Bàssora, Iraq.

La fabricació del Challenger 2 va començar el 1993 a dos llocs principalment: Elswick prop de Newcastle-upon-Tyne i Barnbow a prop de Leeds. Més de 250 subcontractistes hi van participar. Els primers carros de combat es van entregar el juliol de 1994.
El Challenger va completar amb succés la Prova d'Expansió de Fiabilitat (o Reliability Growth Trial) el 1994. Es van posar a prova tres vehicles per simular 285 dies de combat. Cada dia consistia en 27 km de recorregut en carretera, 33 km fora de carretera, 34 trets de l'arma principal, 1.000 trets de les metralladores de 7,62 mm, 16 hores d'operació del sistema d'armes, 10 hores de funcionament del motor en ralentí i 3,5 hores de funcionament del motor en moviment.
Una altra prova important va ser la Demostració de Fiabilitat en Servei (ISRD) el 1999. El Challenger 2 va entrar en servei a l'Exèrcit Britànic el juny de 1998 amb els Royal Scots Dragoon Guards d'Alemanya i els últims vehicles es van lliurar el 2002. Oman va rebre els seus últims Challenger 2 el 2001. La variant Trojan per a la neteja de camps minats i el model llançaponts Titan, basats ambdós en el Challenger 2, es van presentar el novembre de 2006.

## Disseny

### Armament

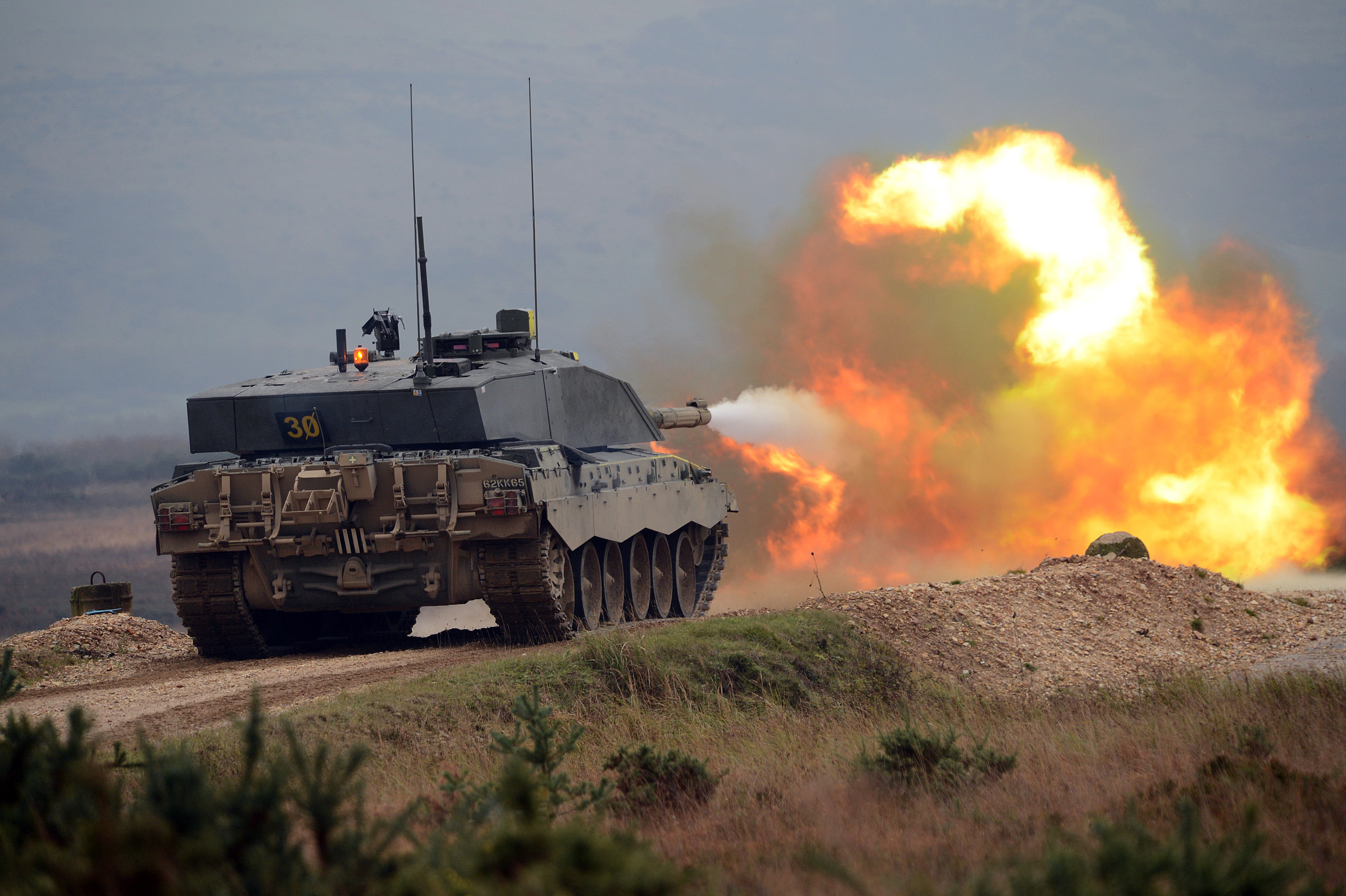
Reservistes britànics rebent instrucció sobre l'ús de l'armament del Challenger 2.

El Challenger 2 té un canó L30A1 de 120 mm, successor de l'arma utilitzada en el Chieftain i Challenger 1. El canó està fet amb acer ESR de gran duresa amb un aliatge amb crom i, com els anteriors canons de 120 mm britànics, cobert per un maneguí tèrmic. Incorpora un sistema d'extracció de fums i està giroestabilitzat. Com que l'Exèrcit Britànic utilitza també projectils HESH, el canó del Challenger 2 és d'ànima ratllada.
El carro de combat pot portar 49 projectils dels tipus HESH (alt explosiu), APFSDS o de fum. S'ha fabricat un projectil APFSDS d'urani empobrit conegut com a CHARM 1, més tard reemplaçat per la versió CHARM 3. Com en les versions anteriors del canó de 120 mm, els projectils estan dividits en dues parts: la càrrega i el cap explosiu. La separació de la munició redueix la probabilitat que explotin en cas d'impacte.
El canó està controlat per un sistema elèctric i d'estabilització. A l'esquerra hi ha una metralladora L94A1 ex34 de 7,62 mm. Sobre l'escotilla del carregador hi ha una metralladora L37A2 de 7,62 mm per a defensa antiaèria. El tanc porta un total de 4.200 projectils de 7,62 mm.
La computadora digital de control de foc conté dos processadors de 32 bits amb un bus de dades MIL STD1553B. El comandant té un visor estabilitzat VS 580-10 de SAGEM amb telèmetre làser. A més, la cúpula del comandant disposa de vuit periscopis per a una visió de 360 graus. La càmera TOGS II de Thales Group dona visió nocturna. La imatge termal es mostra a les pantalles i visors de l'artiller i del comandant. L'artiller disposa d'una mira estabilitzada amb telèmetre làser per a un abast des dels 200 m als 10 km. El conductor també disposa d'un periscopi de conducció passiva (PDP) per operar de nit.

### Defensa

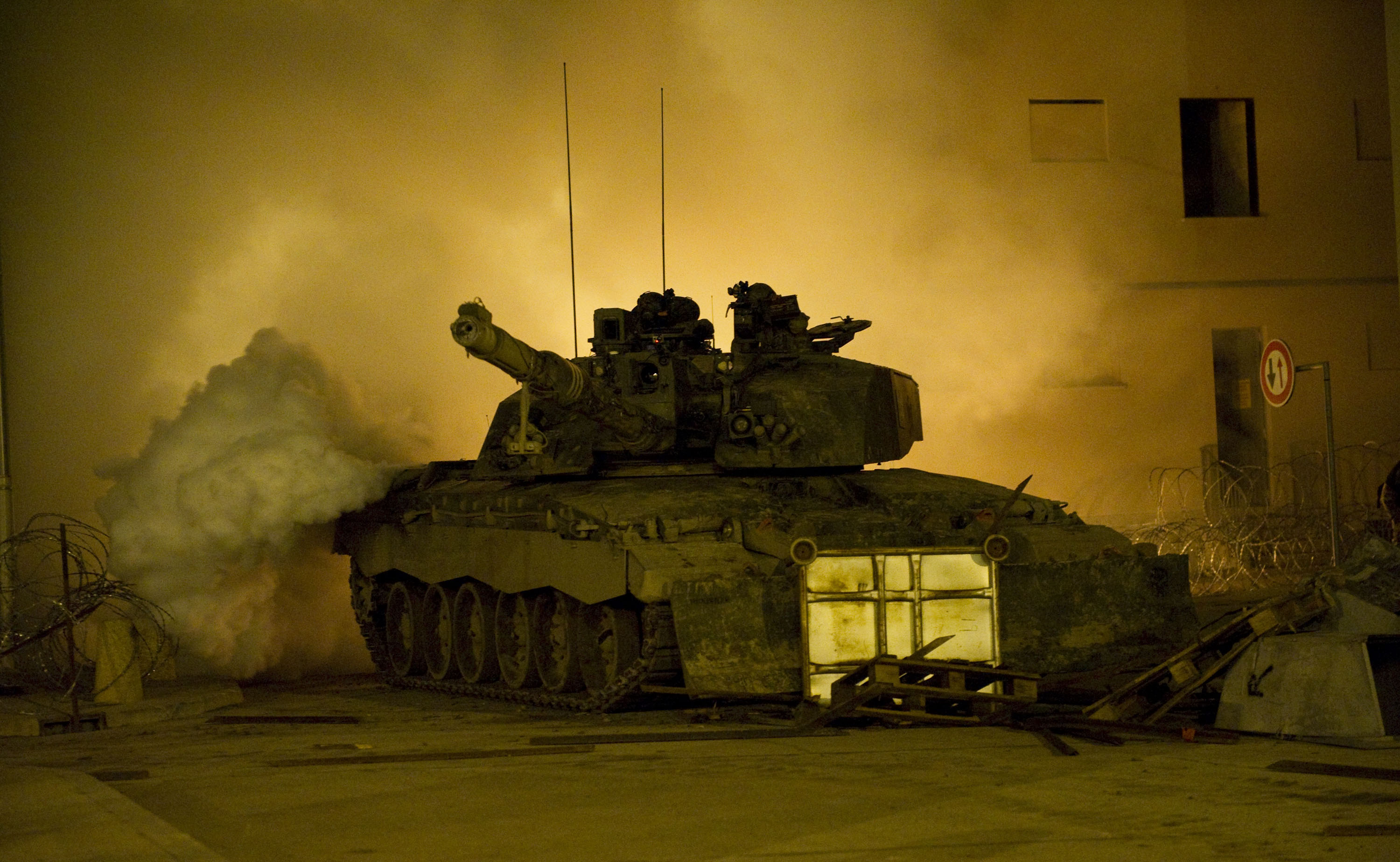
Un Challenger 2, llançant fum blanc per injecció de gasoil a l'escapament, en uns exercicis de guerra urbana a Cenzub, unes instal·lacions d'entrenament de França.

El Challenger 2 és un dels carros de combat més blindats. La torreta i el casc estan protegits per un blindatge Chobham de segona generació (també conegut com a Dorcherster) i els detalls tècnics queden secret militar. En cas de necessitat, es pot equipar al vehicle de blindatge reactiu. El sistema de protecció nuclear, biològic i químic (NBQ) és a la part posterior de la torreta. Cada costat de la torreta té cinc llançagranades de fum L8. El Challenger 2 també pot crear fum amb injecció de dièsel a la sortida de gasos.

### Sistema de tracció
La planta motriu del Challenger 2 és un motor dièsel CV12 de Perkins de 1.200 cavalls de vapor de potència (895 KW). El canvi de marxes és un TN54 de la firma David Brown, amb sis posicions cap a davant i dos reversos. La suspensió és hidropneumàtica de segona generació.

## Ús operacional
Abans d'entrar en combat el març de 2003 durant la invasió de l'Iraq, el Challenger 2 havia participat en missions de Forces de Pau de l'ONU i exercicis militars. A l'Iraq, la 7a Brigada Blindada, part i la Primera Divisió Blindada, va entrar en combat amb 120 tancs i a Bàssora van donar suport a les forces britàniques.
Hi ha hagut una única baixa, a causa de foc amic, en el qual un Challenger 2 va disparar per error un altre, el va destruir i dos dels tripulants hi van morir. En un encontre hostil, un Challenger 2 va rebre l'impacte directe de vuit RPG-7 i un míssil anticarro MILAN. La tripulació va sobreviure i el vehicle va ser retirat per a reparació.

## Variants

### Challenger Lethality Improvement Programme
El Challenger Lethality Improvement Programme (CLIP) és un programa d'actualització del canó del Challenger des d'una versió L30A1 actual al model Rheinmetall L55 de 120 mm d'ànima llisa, que és utilitzat pel Leopard 2 A 6. L'ús d'un canó d'ànima llisa permet al Challenger utilitzar altres categories de munició desenvolupats per Alemanya i els Estats Units. A més, en tractar-se d'un canó gorja
 més llarg ateny una velocitat de sortida major. S'ha considerat altres millores com un sistema de protecció NBQ regeneratiu. Un Challenger 2 ha estat equipat amb el canó|gorja L55 i a gener de 2006 estava realitzant proves.

### Challenger 2E
El Challenger 2E és la versió d'exportació del tanc. Incorpora un nou sistema de control de foc, amb un visor panoràmic SAGEM MVS 580 per al comandant i un visor SAGEM SAVAN 15 per a l'artiller. La planta motriu ha estat reemplaçada per un motor EuroPowerPack de 1.500 CV (1.100 kW) muntat transversalment amb un motor dièsel MTU MT 883 acoblat a una transmissió automàtica HSWL 295 TM de Renk. És un motor més petit però amb més potència que permet augmentar la capacitat de combustible, i augmenta l'abast del vehicle fins a 550 km

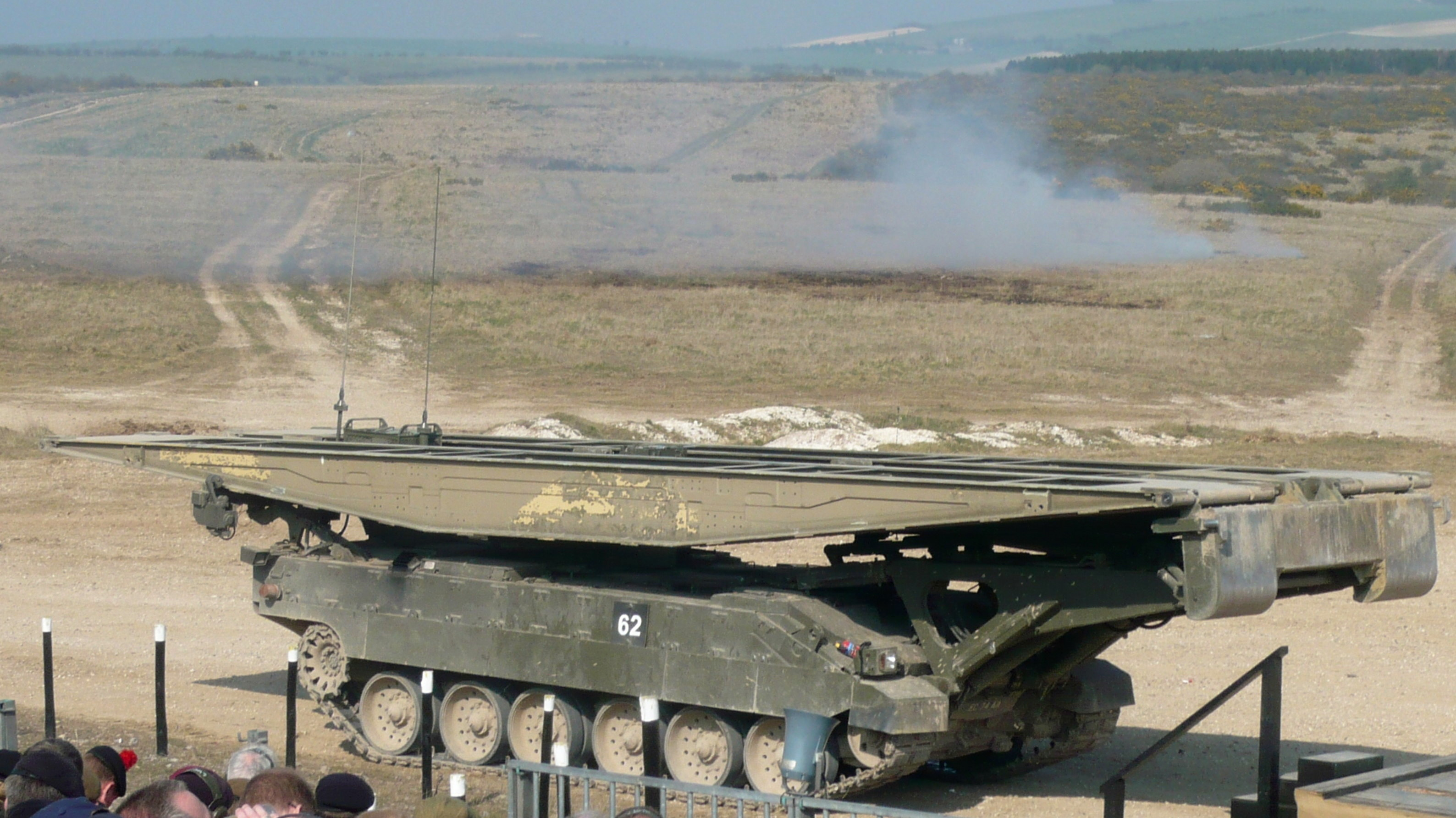
Llançaponts Titan amb un pont BR-90 No. 12 l'any 2009.

El 2005 es va anunciar que el desenvolupament i màrqueting d'exportació del 2E es detindria. S'ha enllaçat el fracàs del 2E per no haver estat seleccionat per l'Exèrcit Grec el 2002, on el Leopard 2 va guanyar la competición.

### CRARRV
El CRARRV (ChallengeR Armoured Repair and Recovery Vehicle,  (vehicle Challenger blindat de reparació i recuperació) és un vehicle blindat de recuperació basat en el xassís del Challenger i dissenyat per reparar i recuperar carros de combat danyats al camp de batalla. Té cinc seients però generalment porta una tripulació de tres soldats dels Reials Enginyers Mecànics i Elèctrics (REMI). Hi ha espai per transportar fins a dos passatgers de forma temporal.
La mida i rendiment del CRARRV són similars al Challenger 2, però en lloc d'armament ve equipat amb:
- Un argue principal amb una força de 52 tones, que pot exercir fins a 100 tones quan fa servir la politja i ancoratge del vehicle.
- Una grua capaç d'aixecar 6.500 kg a una alçària de 4,9 m.
- Una pala per aplanar el terreny o eliminar obstacles.
- Eines de reparació incloent eines d'aire comprimit i de soldadura per arc.

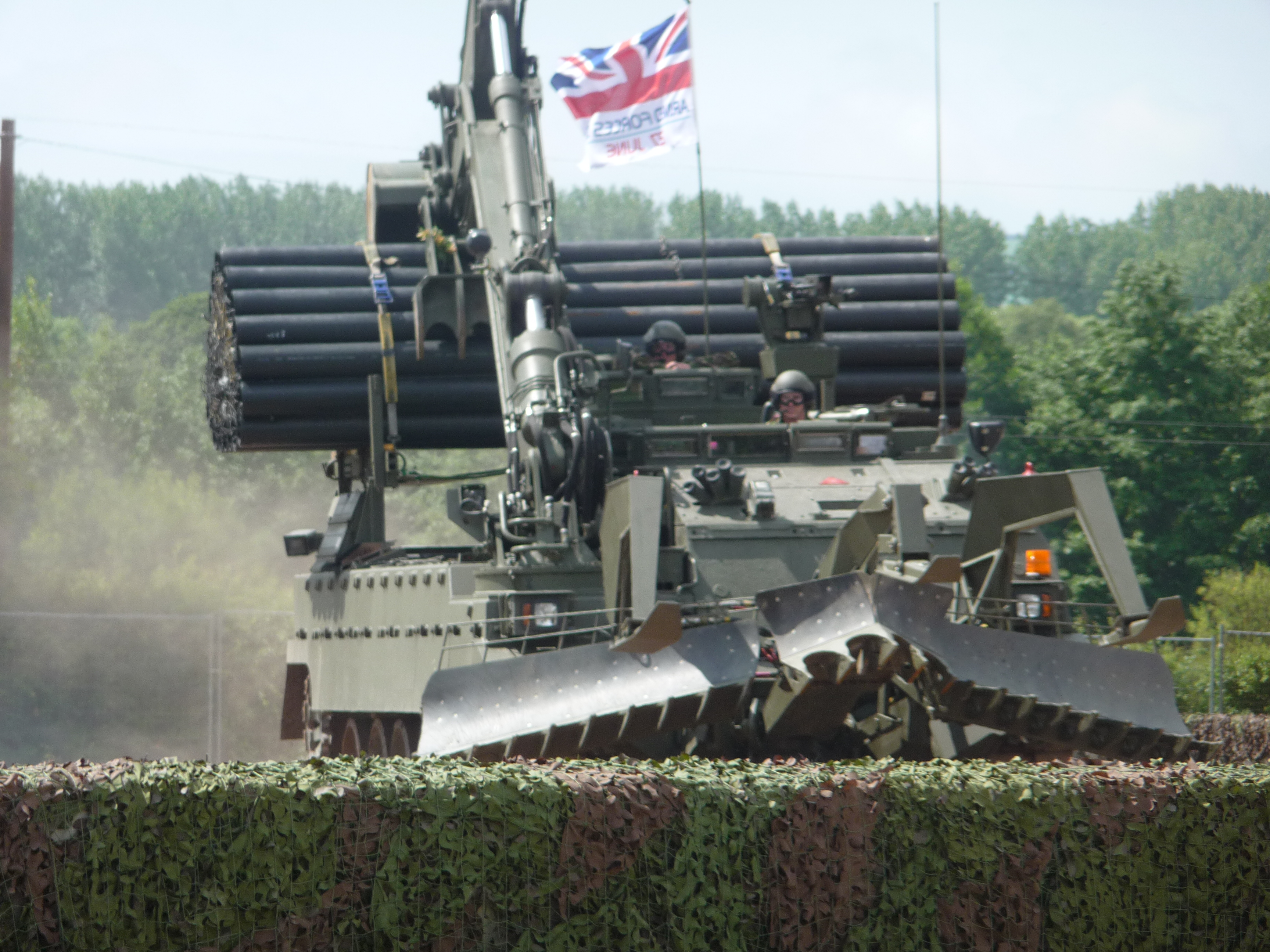
Modificació del Challenger 2 pels enginyers de combat, el Trojan AVRE, durant l'exhibició Tankfest 2009.

### Titan
El Titan és un llançaponts basat en el Challenger 2 que reemplaçarà el Chieftain Armoured Vehicle Launched Bridge (ChAVLB). Està previst que entre en servei amb els Enginyers Reals el 2006 amb un total de 33 vehicles.

### Trojan
El Trojan és un vehicle enginyer de combat, o CEV, dissenyat per substituir el Chieftain AVRE (ChAVRE). Utilitza el xassís del Challenger 2 i portarà un braç excavador i una pala aplanadora. Com el Titan, està previst que 33 vehicles entrin en servei.

## Operadors

Països on operen el Challenger 2

- – Exèrcit britànic 408 entregats
- – Reial Exèrcit d'Oman 38 entregats[1]
- – Forces Armades d'Ucraïna[9] El gener de 2023 es va confirmar que el Regne Unit subministraria a Ucraïna 14 tancs principals Challenger 2 juntament amb vehicles de suport.[10] El 29 de gener, les primeres tropes ucraïneses van arribar al Regne Unit per començar a entrenar-se amb tancs Challenger 2. Aquestes tropes van completar el seu entrenament el 27 de març i van tornar a Ucraïna, els primers tancs Challenger 2 van ser lliurats a Ucraïna en la mateixa data.

### Tancs similars
- AMX-56 Leclerc
- C1 Ariete
- Leopard 2
- M1 Abrams
- Merkava
- T-90
- Tipus 99